# L'indiziato
L'indiziato è un romanzo thriller del 2004, scritto da Michael Robotham, romanzo d'esordio dell'autore australiano.
È stato scelto dal consorzio mondiale del Club del Libro come quinto "Libro Internazionale del mese" e tradotto in ventidue lingue differenti.
Giudicato più che positivo dalla critica, viene concepito come la consacrazione di Robotham, fino a poco tempo prima quasi sconosciuto e subito dopo divenuto un "maestro del thriller".

## Trama
Lo psicologo quarantenne Joseph O'Loughlin conduce una vita tranquilla, profitta del suo lavoro e ama la propria famiglia, composta dalla moglie Julianne e dalla figlia piccola, Charlie. 
Il libro esordisce in medias res con un evento-perizia che introduce questo personaggio nella vicenda, quale il tentativo da parte di Malcolm, un ragazzino del Primrose Hill affetto da un tumore, di gettarsi giù dal tetto dell'ospedale, sotto una folla turbolenta di pompieri, cronisti e passanti. Con un abile giro di parole, Joe vanifica le intenzioni del giovane, e lo pone in salvo. 
Successivamente lo psicologo viene informato dall'agente di polizia Vincent Ruiz della morte di una ragazza, secondo lui una prostituta, probabilmente suicidatasi, che presenta logoranti e cruente ferite in ogni parte del corpo. Lo psicologo scopre con un'attenta ponderazione dei particolari della vittima che non si tratta di una prostituta, bensì di una sua conoscente, Catherine McBride, infermiera di Liverpool ed ex-paziente di O'Loughlin, che, tra l'altro, aveva pure tentato un approccio con lui durante una delle sedute. Questo, insieme ad altri particolari del passato, spingono l'agente Ruiz a sospettare sempre più di Joe, che, dopo diverse dimostrazioni di reticenza nel rivelare elementi a vantaggio dell'indagine, diviene il principale indiziato. Ma Ruiz non sa che un paziente del professore, Bobby Moran, detiene una personalità, degli atteggiamenti e delle conoscenze determinanti per stabilire l'assassino di Catherine, pertanto Joe deciderà di perseguire clandestinamente un'indagine privata per potersi scagionare contro tutto e tutti in una corsa senza tempo.